# Восточный диалект башкирского языка
Восточный диалект башки́рского языка (также куваканский диалект; баш. көнсығыш диалект) — один из трёх разговорных диалектов башкирского языка.

## Ареал
Восточный (куваканский) диалект башкирского языка распространён в Абзелиловском, Баймакском, Белокатайском, Белорецком, Бурзянском, Кигинском, Мечетлинском, Салаватском, Учалинском районах Башкортостана, в Аргаяшском, Еткульском, Каслинском, Красноармейском , Кизильском, Кунашакском, Кусинском, Нязепетровском, Сосновском, Уйском, Чебаркульском и других районах Челябинской области, в Альменевском, Сафакулевском, Щучанском, Шумихинском и Катайском районах Курганской области, в Артинском, Красноуфимском, Нижнесергинском районах Свердловской области.

## Говоры
В восточном диалекте башкирского языка выделяют 6 говоров:
- айский (внутри этого говора — дуван-мечетлинский, лагеровский, лапасский и петрушкинский подговоры),
- аргаяшский (внутри этого говора — ялан-катайский подговор)
- кызыльский (внутри этого говора — кубалякский, карагай-кипчакский и бурзянский подговоры),

- миасский;
- сальютский (сальзигутский);
- учалинский (асулинский).

## Лингвистическая характеристика

### Фонетика
Основными фонетическими особенностями восточного диалекта башкирского языка являются:
- употребление словообразовательного аффиксов с начала согласного [д] вместо [л] после основы с конечными согласными [ж], [з], [л], [м], [н], [ң]: лит. «данлыҡлы» (прославленный) дан[л]ыҡлы — диал. дан[д]ыкты, лит. «елле» (замечательный) ел[л]е — диал. ел[д]е и т. д.;
- чередование фонем [т] — [д] в начале слова: лит. «туғай» (луг) [т]уғай — диал. [д]уғай, лит. «тулҡын» (волна) [т]улҡын — диал. [д]улҡын и т. д.;
- употребление [ҙ] вместо [л] после [у], [ү], [ҙ], [й], [р]: лит. «йәйләү» (летовка) йәй[л]әү — диал. йәй[ҙ]әү, лит. «барлыҡ» (достаток) бар[л]ыҡ — диал. бар[ҙ]ык и т. д.;
- выпадение фонемы [л] в конце слова при добавлении аффикса: лит. «ҡалһа» (если останется) ҡа[л]һа — диал. ҡаһа, лит. «килhен» (пусть приходит) ки[л]hен — диал. киhен и т. д.;
- употребление [т] вместо [л] после глухих согласных: лит. «ҡартлыҡ» (старость) ҡарт[л]ык — диал. ҡарт[т]ык, лит. «аслыҡ» (голод) ас[л]ыҡ — диал. ас[т]ыҡ и т. д.

В айском и миасском говорах также наблюдается:
- переход сочетания [өй] в гласный [ү]: лит. «өйрәк» [өй]рәк (утка) — диал. [ү]рҙәк, «һөйрәтеү» һ[өй]рәтеү (тащить) — һ[ү]рәтеү и т. д.;
- употребление согласного [ж] вместо [й]: лит. «мәрйен» (жемчуг) мәр[й]ен — диал. мәр[ж]ен, «йәйәү» [й]әйәү (пешком) — [ж]әйәү и другие.

В аргаяшском говоре также наблюдается:
- оглушение звонкого согласного [ҙ] в середине и конце слов: лит. «ҡуҙғалаҡ» (щавель) ҡу[ҙ]ғалаҡ — диал. ку[ҫ]ҡалаҡ, лит. «ҡыҙ» (девушка) ҡы[ҙ] — диал. ҡы[ҫ] и т. д.;
- озвончение глухого согласного [ҫ]: лит. «аҫыл» (драгоценный) а[ҫ]ыл — диал. а[ҙ]ыл и т. д.

В сальзигутском говоре наблюдается употребление [һ] вместо [ҫ] и [ҙ]: лит. «ҡыҙ» (девочка) ҡы[ҙ] — диал. ҡы[һ], лит. «баҫым» (ударение) ба[ҫ]ым — диал. ба[һ]ым и т. д.
А в кызылском говоре наблюдается оглушение звонких согласных [г] и [ғ]: лит. «ғазап» (мучение) [ғ]азап — диал. [ҡ]азап, лит. «гөнаһ» (грех) [г]өнаһ — диал. [к]өнаҫ и другие.

### Грамматика
Основными грамматическими особенностями восточного диалекта башкирского языка являются:
- продуктивность словообразовательных аффиксов -ҡаҡ/-кәк, -ғаҡ/гәк, -маҡ/ -мәк, -шыҡ/-шек, -тылыҡ/-телек, -дылыҡ/-делек, -ҙылыҡ/-ҙелек: «йырмаҡ» (устье реки), «әрҙәшкәк» (скандалист), «һикелтмәк» (ухабы), «ҡыйшыҡ» (кривобокий), «һуғышҡаҡ» (драчун), «уңғандылыҡ» (деловитость) и другие;
- использование архаичной формы повелительного наклонения глагола в сочетании с аффиксом -ың/-ең: лит. «барығыҙ» (идите) — диал. «барың» и т. д.;
- использование формы инфинитива, выраженные глаголом в сочетании с аффиксами -ҡалы/-кәле, -ғалы/-гәле, -мак/-мәк, -маҡа/-мәкә: лит. «барырға, күрергә кәрәк» (сходить, увидеть нужно) — диал. «барғалы, күргәле кәрәк», лит. «алырға теләй» (хочет взять) — диал. «амаҡа була» и т. д.